# Samuel Kleda
Samuel Kleda (ur. w 1959 w Golompuy) – kameruński duchowny katolicki, arcybiskup metropolita Duali.

## Życiorys
Wstąpił do seminarium w Jaunde. Uzyskał tytuły licencjackie z teologii i Pisma Świętego odpowiednio na Papieskim Uniwersytecie Urbaniana i w Papieskim Instytucie Biblijnym.
Święcenia kapłańskie otrzymał 9 marca 1986. Po święceniach został duszpasterzem i nauczycielem w liceum w Kaélé. W 1988 został rektorem niższego seminarium w Guider (uczelnią kierował przez sześć lat). W 1998, po powrocie ze studiów, został ojcem duchownym seminarium w Maroua.

### Episkopat
23 października 2000 został mianowany biskupem ordynariuszem diecezji Batouri. Sakry udzielił mu 18 lutego 2001 ówczesny arcybiskup Duali - kardynał Christian Wiyghan Tumi.
3 listopada 2007 Benedykt XVI mianował go arcybiskupem koadiutorem Duali. 17 listopada 2009 po przejściu na emeryturę kard. Christiana Tumi objął rządy w archidiecezji.
W 2013 został przewodniczącym Konferencji Episkopatu Kamerunu, zaś w 2014 został przewodniczącym Stowarzyszenia Konferencji Biskupów Regionu Środkowoafrykańskiego.